# Монтембо, Сэм
Сэм Монтембо (фр. Sam Montembeault; род. 30 октября 1996, Беканкур, Квебек) — канадский хоккеист; вратарь клуба «Монреаль Канадиенс» и сборной Канады. Чемпион мира 2023 года.

## Карьера

### Юниорская
На юниорском уровне выступал за команду «Труа-Ревьер Эстакадес»; по итогам сезона 2012/13 он был включен во вторую команду всех звёзд и получил награду "Лучший перспективный вратарь".
Проведя два сезона в составе команды «Бленвиль-Буабриан Армада», он был выбран на драфте НХЛ в 2015 году в 3-м раунде под общим 77-м номером клубом «Флорида Пантерз». Продолжая в следующем сезоне играть за «Армаду», он устанавливал личные рекорды по показателям.

### НХЛ
11 мая 2016 года заключил с «Флоридой» трёхлетний контракт. Проведя сезон в «Армаде», новый сезон он начал в составе фарм-клуба «Спрингфилд Тандербёрдс»; играя за эту команду почти два сезона, он был вызван в основную команду на замену травмированному Джеймсу Раймеру. Суммарно проведя за «пантер» 25 матчей за два сезона, он оформил 3 шатаута.
1 октября 2021 года через драфт отказов перешёл в «Монреаль Канадиенс». Из-за проблем с вратарями Кэри Прайсом и Джейком Алленом он стал основным вратарём команды. В январе 2022 года он был назван лучшим игроком месяца, став первым вратарём в истории команды, оформившим более 48 сейвов за две игры.
18 июля 2022 года продлил контракт с клубом сроком на два года.
1 декабря 2023 года подписал с «Канадиенс» новый трёхлетний контракт.

### Международная
В качестве третьего вратаря был в заявке молодёжной сборной на МЧМ-2016, но на турнире не сыграл ни минуты. На турнире канадцы остались без медалей, проиграв в 1/4 финале хозяевам и будущим чемпионам мира — молодёжной сборной Финляндии со счётом 6:5.
Играл за сборную Канады на ЧМ-2023 в качестве основного вратаря, став в составе канадцев чемпионом мира.